# Biển Philippines
Biển Philippines là biển lớn nhất thế giới nằm ở phía đông và đông bắc Philippines với tổng diện tích bề mặt khoảng 5 triệu km² (2 triệu mi²). Nó tọa lạc ở phần miền tây của Bắc Thái Bình Dương. Biển này tiếp giáp với Quần đảo Philippines (Luzon, Catanduanes, Samar, Leyte và Mindanao) về phía tây nam; Halmahera, Morotai, Palau, Yap, và Ulithi (quần đảo Caroline) về phía đông nam; quần đảo Mariana, gồm Guam, Saipan, và Tinian, về phía đông; quần đảo Bonin và Iwo Jima về phía đông bắc; các đảo Honshu, Shikoku, và Kyūshū của Nhật Bản về phía bắc; quần đảo Ryukyu về phía tây bắc; và Đài Loan về phía tây.
Biển này có địa hình phức tạp và đa dạng. Đáy biển gồm những đồng bằng biển được tạo nên bởi một loạt sự đứt đoạn và rạn nứt địa chất. Những vòng cung đảo, nổi lên trên mặt nước nhờ các hoạt động kiến tạo mảng, vây quanh biển Philippines về phía bắc, đông và nam. Quần đảo Philippines, quần đảo Ryukyu, và quần đảo Mariana là những ví dụ về điều này. Một điểm nổi bật khác của biển Philippines là sự hiện diện của rãnh biển sâu, trong số chúng rãnh Philippines và rãnh Mariana có những điểm sâu nhất thế giới.